# ATP Challenger Series 1986
In der folgenden Tabelle werden die Turniere der professionellen Herrentennis-Saison 1986 der ATP Challenger Series dargestellt. Sie bestand aus 55 Turnieren mit einem Preisgeld von 25.000 bis 75.000 US-Dollar. Es war die neunte Ausgabe des Challenger-Turnierzyklus.

## Turnierplan

### Januar
| Datum1 | Ort          | Turnier                 | Preisgeld | Draw    | Belag2 | Sieger Einzel     | Sieger Doppel                |
| ------ | ------------ | ----------------------- | --------- | ------- | ------ | ----------------- | ---------------------------- |
| 20.01. | Guarujá      | Guarujá Challenger      | $ 75.000  | 32E/16D | Sand   | Cássio Motta      | Carlos Kirmayr Cássio Motta  |
| 27.01. | Viña del Mar | Viña del Mar Challenger | $ 25.000  | 32E/16D | Sand   | Hans Gildemeister | Gustavo Luza Gustavo Tiberti |

### Februar
| Datum1 | Ort        | Turnier                 | Preisgeld | Draw    | Belag2    | Sieger Einzel             | Sieger Doppel                   |
| ------ | ---------- | ----------------------- | --------- | ------- | --------- | ------------------------- | ------------------------------- |
| 03.02. | Nairobi    | Nairobi Challenger      | $ 25.000  | 32E/16D | Sand      | Peter Elter               | David Felgate Nick Fulwood      |
| 10.02. | Benin City | Benin City Challenger I | $ 50.000  | 32E/16D | Hartplatz | Olli Rahnasto             | Rick Rudeen Todd Witsken        |
| 17.02. | Enugu      | Enugu Challenger        | $ 25.000  | 32E/16D | Hartplatz | Marcel Freeman            | Stanislav Birner Charles Strode |
| 24.02. | Kairo      | Cairo Challenger        | $ 75.000  | 32E/16D | Sand      | nach 1. Runde abgebrochen | nach 1. Runde abgebrochen       |
| 24.02. | Lagos      | Lagos Challenger        | $ 75.000  | 32E/16D | Hartplatz | Nduka Odizor              | Leo Palin Olli Rahnasto         |

### März
| Datum1 | Ort             | Turnier                     | Preisgeld | Draw    | Belag2      | Sieger Einzel    | Sieger Doppel                  |
| ------ | --------------- | --------------------------- | --------- | ------- | ----------- | ---------------- | ------------------------------ |
| 03.03. | Ogun            | Ogun Challenger             | $ 25.000  | 32E/16D | Hartplatz   | Stanislav Birner | Tony Mmoh Jarek Srnensky       |
| 03.03. | Wien            | Vienna Challenger           | $ 25.000  | 32E/16D | Teppich (i) | Gary Donnelly    | Karel Nováček Richard Vogel    |
| 10.03. | Rio de Janeiro  | Rio de Janeiro Challenger I | $ 25.000  | 32E/16D | Sand        | Luiz Mattar      | Carlos Kirmayr Cássio Motta    |
| 17.03. | Brasília        | Brasília Challenger         | $ 25.000  | 32E/16D | Sand        | Pedro Rebolledo  | Ronnie Båthman Stefan Svensson |
| 24.03. | Marrakesch      | Marrakech Challenger        | $ 50.000  | 32E/16D | Sand        | David de Miguel  | Paolo Canè Claudio Mezzadri    |
| 24.03. | Porto Alegre    | Porto Alegre Challenger     | $ 25.000  | 32E/16D | Sand        | Carlos di Laura  | Gustavo Luza Gustavo Tiberti   |
| 24.03. | San Luis Potosí | San Luis Potosí Challenger  | $ 25.000  | 32E/16D | Sand        | Derrick Rostagno | Bud Cox Jon Levine             |
| 31.03. | Agadir          | Agadir Challenger           | $ 50.000  | 32E/16D | Sand        | Fernando Luna    | Jordi Arrese Jorge Bardou      |
| 31.03. | São Paulo       | São Paulo Challenger I      | $ 25.000  | 32E/16D | Sand        | Ivan Kley        | Carlos Kirmayr Luiz Mattar     |

### April
| Datum1 | Ort         | Turnier                | Preisgeld | Draw    | Belag2    | Sieger Einzel   | Sieger Doppel                 |
| ------ | ----------- | ---------------------- | --------- | ------- | --------- | --------------- | ----------------------------- |
| 07.04. | Jerusalem   | Jerusalem Challenger   | $ 25.000  | 32E/16D | Hartplatz | Amos Mansdorf   | Brian Levine Gary Muller      |
| 07.04. | Lissabon    | Lisbon Challenger      | $ 25.000  | 32E/16D | Sand      | Marko Ostoja    | Bruce Derlin David Felgate    |
| 14.04. | Parioli     | Parioli Challenger     | $ 25.000  | 32E/16D | Sand      | Simone Colombo  | Paolo Canè Simone Colombo     |
| 28.04. | Loipersdorf | Loipersdorf Challenger | $ 50.000  | 32E/16D | Sand      | Thomas Muster   | Brad Drewett Wally Masur      |
| 28.04. | Nagoya      | Nagoya Challenger      | $ 39.000  | 32E/16D | Hartplatz | Russell Simpson | David Mustard Russell Simpson |

### Mai
keine Turniere in diesem Monat

### Juni
| Datum1 | Ort              | Turnier                     | Preisgeld | Draw    | Belag2 | Sieger Einzel       | Sieger Doppel                 |
| ------ | ---------------- | --------------------------- | --------- | ------- | ------ | ------------------- | ----------------------------- |
| 02.06. | Tampere          | Tampere Challenger          | $ 25.000  | 32E/16D | Sand   | Christian Bergström | Ģirts Dzelde Sergei Leonjuk   |
| 16.06. | Bergen           | Bergen Challenger I         | $ 25.000  | 32E/16D | Sand   | Mark Buckley        | Christer Allgårdh Gilad Bloom |
| 23.06. | Clermont-Ferrand | Clermont-Ferrand Challenger | $ 25.000  | 32E/16D | Sand   | Claudio Panatta     | Javier Frana Gustavo Guerrero |
| 30.06. | Chartres         | Chartres Challenger         | $ 25.000  | 32E/16D | Sand   | Horst Skoff         | Javier Frana Gustavo Guerrero |

### Juli
| Datum1 | Ort              | Turnier                 | Preisgeld | Draw    | Belag2    | Sieger Einzel          | Sieger Doppel                     |
| ------ | ---------------- | ----------------------- | --------- | ------- | --------- | ---------------------- | --------------------------------- |
| 07.07. | Dortmund         | Dortmund Challenger     | $ 25.000  | 48E/24D | Sand      | Horst Skoff            | Wolfgang Popp Huub van Boeckel    |
| 14.07. | Hanko            | Hanko Challenger        | $ 50.000  | 32E/16D | Sand      | Juan Antonio Rodríguez | Ronnie Båthman Joey Rive          |
| 14.07. | Schenectady      | Schenectady Challenger  | $ 50.000  | 32E/16D | Hartplatz | Ramesh Krishnan        | Gary Muller Todd Nelson           |
| 14.07. | Travemünde       | Travemünde Challenger   | $ 25.000  | 48E/24D | Sand      | Alex Stepanek          | Jim Pugh Desmond Tyson            |
| 21.07. | Berkeley         | Berkeley Challenger     | $ 25.000  | 32E/16D | Hartplatz | Brad Pearce            | Randy Nixon Peter Wright          |
| 21.07. | Campos do Jordão | Campos Challenger       | $ 25.000  | 32E/16D | Hartplatz | Ivan Kley              | Dácio Campos Carlos Kirmayr       |
| 21.07. | Ulm              | Müller Cup              | $ 25.000  | 48E/24D | Sand      | Simone Colombo         | Mansour Bahrami Jaroslav Navrátil |
| 21.07. | Sapporo          | Sapporo Challenger      | $ 25.000  | 32E/16D | Hartplatz | Toru Yonezawa          | Liu Shuwah Ma Keqin               |
| 28.07. | Istanbul         | Istanbul Challenger     | $ 25.000  | 32E/16D | Sand      | Jim Pugh               | Bud Cox Michael Fancutt           |
| 28.07. | São Paulo        | São Paulo Challenger II | $ 25.000  | 32E/16D | Sand      | Carlos Kirmayr         | Givaldo Barbosa Ivan Kley         |

### August
| Datum1 | Ort          | Turnier              | Preisgeld | Draw    | Belag2    | Sieger Einzel     | Sieger Doppel                 |
| ------ | ------------ | -------------------- | --------- | ------- | --------- | ----------------- | ----------------------------- |
| 04.08. | Raleigh      | Raleigh Challenger   | $ 25.000  | 32E/16D | Sand      | Jimmy Brown       | Rick Leach Jim Pugh           |
| 11.08. | Knokke-Heist | Knokke Challenger    | $ 25.000  | 32E/16D | Sand      | Gerardo Vacarezza | Danilo Marcelino Héctor Ortiz |
| 11.08. | New Haven    | New Haven Challenger | $ 25.000  | 32E/16D | Hartplatz | Brad Pearce       | Marc Flur Brad Pearce         |

### September
| Datum1 | Ort          | Turnier                 | Preisgeld | Draw    | Belag2    | Sieger Einzel        | Sieger Doppel                   |
| ------ | ------------ | ----------------------- | --------- | ------- | --------- | -------------------- | ------------------------------- |
| 01.09. | Messina      | Messina Challenger      | $ 50.000  | 32E/16D | Sand      | Tarik Benhabiles     | Ronnie Båthman Carlos di Laura  |
| 08.09. | Thessaloniki | Thessaloniki Challenger | $ 25.000  | 32E/16D | Hartplatz | Thomas Högstedt      | Jaromir Becka Christian Saceanu |
| 15.09. | Budapest     | Budapest Challenger     | $ 25.000  | 32E/16D | Sand      | Jörgen Windahl       | Stanislav Birner Cyril Suk      |
| 22.09. | Brisbane     | Brisbane Challenger     | $ 25.000  | 48E/24D | Hartplatz | Brad Drewett         | Peter Doohan Laurie Warder      |
| 22.09. | West Palm    | West Palm Challenger    | $ 25.000  | 32E/16D | Sand      | Jay Berger           | John Ross Derek Tarr            |
| 29.09. | Athen        | Athens Challenger       | $ 25.000  | 32E/16D | Hartplatz | Lars-Anders Wahlgren | Wolfgang Popp Udo Riglewski     |

### Oktober
| Datum1 | Ort               | Turnier              | Preisgeld | Draw    | Belag2    | Sieger Einzel | Sieger Doppel                   |
| ------ | ----------------- | -------------------- | --------- | ------- | --------- | ------------- | ------------------------------- |
| 13.10. | Casablanca        | Grand Prix Hassan II | $ 50.000  | 32E/16D | Sand      | Hans Schwaier | Agustín Moreno Larry Scott      |
| 27.10. | Santiago de Chile | Santiago Challenger  | $ 25.000  | 32E/16D | Sand      | Pablo Arraya  | Ricardo Acuña Hans Gildemeister |
| 29.10. | Fukuoka           | Fukuoka Challenger   | $ 25.000  | 32E/16D | Hartplatz | Leif Shiras   | Jim Grabb Larry Stefanki        |

### November
| Datum1 | Ort          | Turnier                  | Preisgeld | Draw    | Belag2      | Sieger Einzel      | Sieger Doppel                 |
| ------ | ------------ | ------------------------ | --------- | ------- | ----------- | ------------------ | ----------------------------- |
| 03.11. | São Paulo    | São Paulo Challenger III | $ 75.000  | 32E/16D | Hartplatz   | Eduardo Bengoechea | César Kist João Soares        |
| 10.11. | Helsinki     | Helsinki Challenger      | $ 25.000  | 32E/16D | Teppich (i) | Patrik Kühnen      | Peter Carlsson Jörgen Windahl |
| 17.11. | Benin City   | Benin City Challenger II | $ 50.000  | 32E/16D | Hartplatz   | Nduka Odizor       | Rill Baxter Larry Scott       |
| 17.11. | Bergen       | Bergen Challenger II     | $ 50.000  | 32E/16D | Teppich (i) | Peter Fleming      | Kelly Jones David Livingston  |
| 24.11. | Ogbe         | Ogbe Challenger          | $ 50.000  | 32E/16D | Hartplatz   | Nduka Odizor       | Rill Baxter Larry Scott       |
| 24.11. | Valkenswaard | Valkenswaard Challenger  | $ 25.000  | 32E/16D | Teppich (i) | Huub van Boeckel   | Wolfgang Popp Udo Riglewski   |

### Dezember
| Datum1 | Ort            | Turnier                      | Preisgeld | Draw    | Belag2    | Sieger Einzel    | Sieger Doppel                  |
| ------ | -------------- | ---------------------------- | --------- | ------- | --------- | ---------------- | ------------------------------ |
| 01.12. | Rio de Janeiro | Rio de Janeiro Challenger II | $ 50.000  | 32E/16D | Hartplatz | Cássio Motta     | Eduardo Bengoechea Diego Pérez |
| 01.12. | Ikeja          | Ikeja Challenger             | $ 25.000  | 32E/16D | Sand      | Stanislav Birner | Tony Mmoh Nduka Odizor         |

- 1 Turnierbeginn (ohne Qualifikation)
- 2 Das Kürzel „(i)“ (= indoor) bedeutet, dass das betreffende Turnier in einer Halle ausgetragen wurde.